# Ka-40 (航空機)
Ka-40
Ka-40の描画
- 用途：対潜ヘリコプター
- 設計者：カモフ
- 製造者：
- 運用状況：1998年に中断（実質的な開発中止）

Ka-40（カモフ40；ロシア語：Ка-40）は、ソ連のカモフ設計局で開発していたヘリコプターである。Ka-40は、1990年より開発されておりより小さなKa-27を置き換えるものであったが1998年に中断された。計画中止後Ka-27の後継としてはミノーガと呼ばれる新型ヘリが開発されている。

## 設計
構成はKa-27と同様で、同軸メインローターと2つのエンドプレート垂直尾翼を備えていた。エンジンなど詳細は発表されていないが、同軸反転ローターは2基のクリモフ TVA-3000ターボシャフト（各1,838kW、2,465shp）によって駆動される予定であったとされる。TVA-3000は30秒間のOEI定格出力が2,800 kW（3,755 shp）で、通常のTO重量は12,500 kg（27,557 lb）、最大14,500 kg（31,967 lb）の発揮が可能であった。また、Ka-27と比較してより経済的で信頼できるものになっており、デジタル式の電子機器や洗練された武装・装備を備えていた。特に新しい電子機器により不利な気象条件や夜での運用も可能となった。
武装は、湛水深500m（1,640ft）で、潜水艦を攻撃することができるAPR-3ウォータージェット推進魚雷やKAB-250PL誘導爆雷を含むことが期待された。また2-5 kHzの周波数内で動作する新しいパッシブソノブイRGB-16-1を装備できた。
Ka-40はKa-27同様にさまざまな役割を果たすためのファミリー化を行う予定でその基盤を形成することを意図していた。そのため機体はKa-26のようにモジュラー化されていた。派生型の一つであった民間型は、7,000 kg（15,432lb）の貨物を吊り下げることが可能であるとされていた。

## 予定仕様
- エンジン：クリモフ TVA-3000 ターボシャフトエンジン1,838kW（2,465shp）×2
- 通常離陸重量：12,500kg（27,557lb）
- 最大離陸重量：14,500kg（31,967lb）